# John Mosely Turner
John Mosely Turner (15 de junho de 1856 — 21 de março de 1968) foi um supercentenário do Reino Unido, Decano da Humanidade de 21 de Abril de 1963 até a data de seu falecimento, aos 111 anos e 280 dias. Sucedeu-lhe no título Johanna Booyson, da África do Sul, de 111 anos de idade.